# Audi S6 Plus
L'Audi S6 Plus est le premier véhicule indépendant de Quattro GmbH, qui, en tant que filiale d'Audi AG, a apporté des modifications aux véhicules Audi et le fait encore aujourd'hui sur les modèles actuels. La S6 Plus est largement basée sur le modèle Audi S6 4.2.

## Histoire
Avec ce véhicule, la filiale Quattro GmbH d'Audi a commencé à fabriquer elle-même des véhicules et a ensuite repris la production des gammes "RS" et "R" telles que les RS4; RS6 jusqu'à la R8. En interne, elle était répertoriée en tant que Q1 (Q pour Quattro GmbH) et elle était désignée comme telle. Traditionnellement, elle dispose de la transmission intégrale permanente quattro. Elle pouvait être commandée à partir d'avril 1996 et les livraisons ont commencé à partir de juin 1996. Le prix était, à l'époque, de 116 300 Deutsche Mark pour la berline et de 120 500 Deutsche Mark pour l'Avant. Au total, 97 berlines et 855 Avant ont été construites. Au 1er janvier 2021, 17 berlines et 138 Avant étaient encore immatriculées en Allemagne.

## Conception

### Équipement
En Allemagne, l'équipement standard correspondait à celui d'une Audi S6 normale de l'année modèle 1996. Essentiellement, c'était un équipement complet; il y avait des différences spécifiques dans certains pays. La gamme complète des équipements de l'Audi A6/S6 était disponible en extras.

### Extérieur

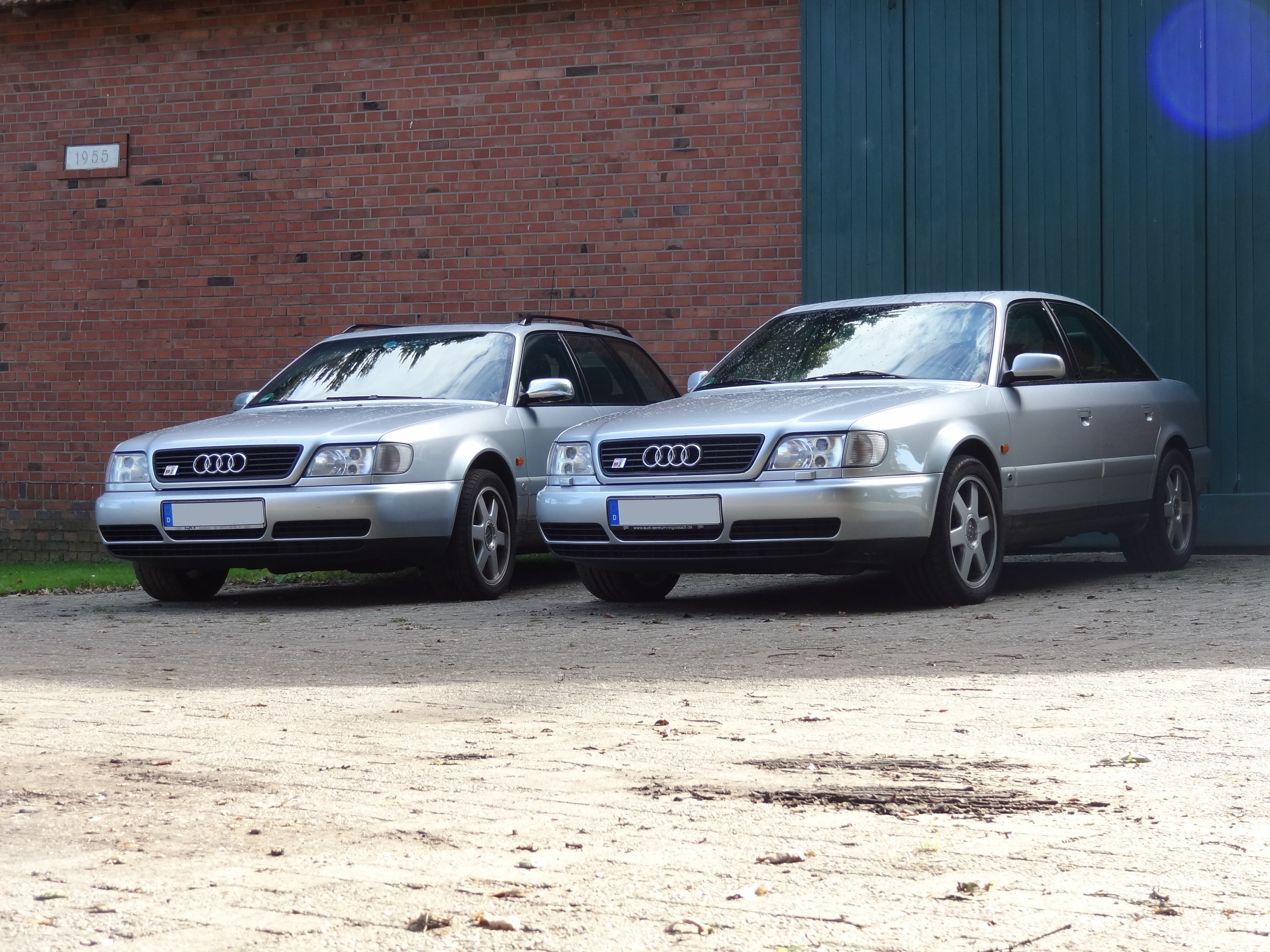
S6 Plus berline et Avant en Alusilber Metallic

La S6 Plus se distingue de la S6 normale par quelques détails :
- Combinaison pneu/roue plus large (roues 8J x 17 exclusifs à 6 rayons avec pneus 255/40ZR17) avec un châssis sport et un bas de caisse de 20 mm.
- Toutes les pièces chromées sont anodisées en noires, telles que les contours des fenêtres, les bandes de garniture de toit (y compris les rails de toit sur l'Avant) et le cadre de la calandre.
- Emblème S6 Plus à droite dans la calandre et à gauche sur le couvercle du coffre.
- Système de freinage (étrier flottant à deux pistons) de 16 pouces (323 mm) avec étriers de frein peints en noir à l'avant.
- Un becquet plus large a été installé sur le bord du toit avec un troisième feu stop intégré sur l'Avant.
- La S6 Plus était proposée en deux couleurs extérieures qui lui étaient exclusives (Nogaroblau Perleffekt ou Misanorot Perleffekt). D'autres couleurs étaient également possibles en option.

### Intérieur

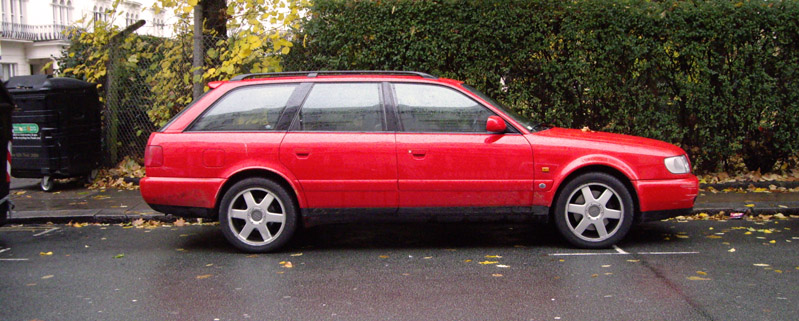
Vue de côté

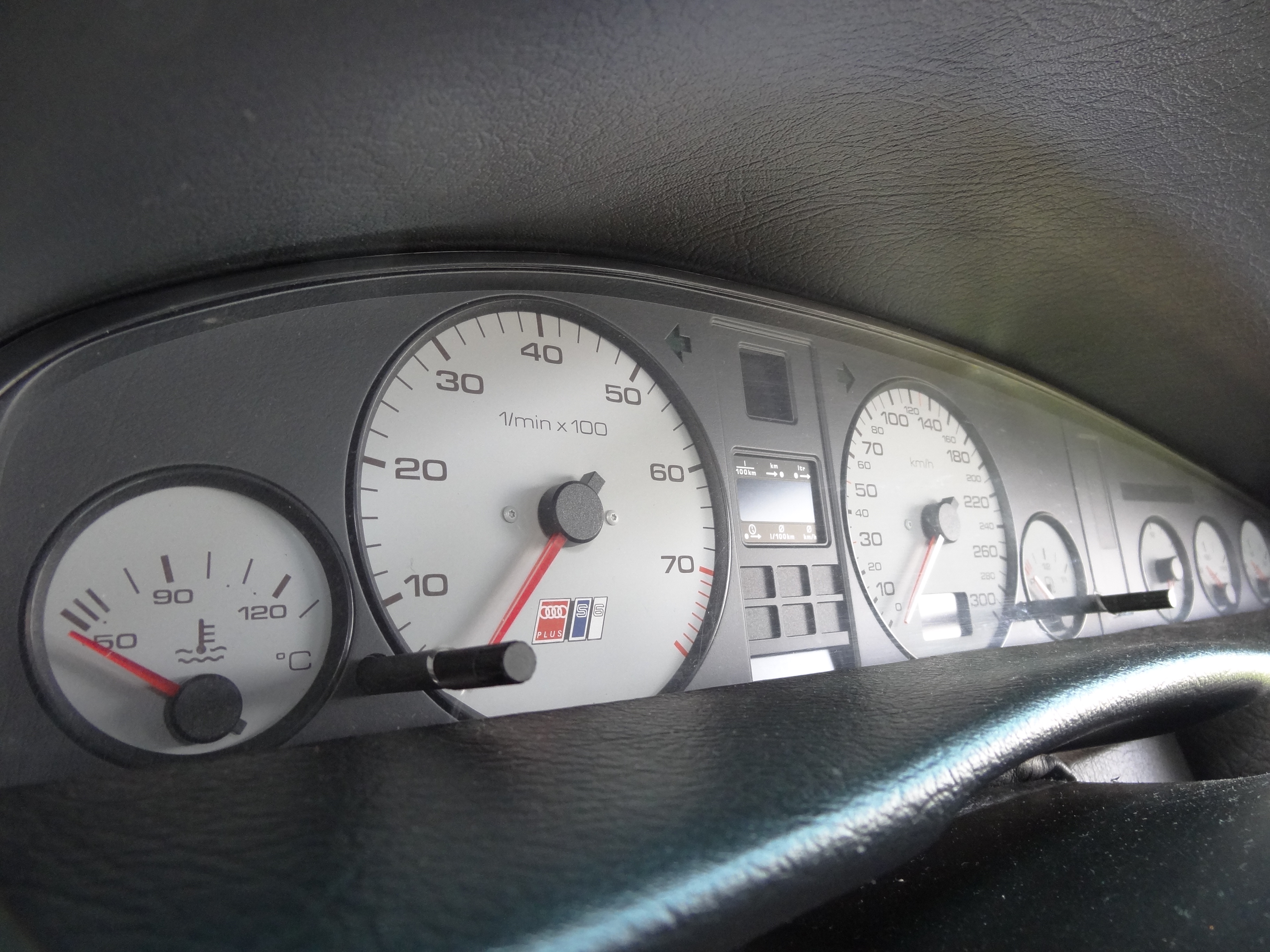
Particularité de la S6 Plus : compteur de vitesse jusqu'à 300 km/h

Le design de l'habitacle correspond largement à celui de l'Audi S6. Les différences sont les sièges sport avec des combinaisons de revêtement en cuir/Alcantara (Alcantara en Nogaroblau, Silbergrau ou Anthrazit) ou cuir naturel en Anthrazit, le combiné d'instrumentations avec compteur de vitesse jusqu'à 300 km/h et cadrans dans les couleurs noir, gris-blanc ou bleu, ainsi que des anneaux noirs et un emblème S6 Plus autour des instruments, ainsi que les commandes de porte intérieures et le levier du frein à main anodisés en noirs et avec un design exclusif, un volant sport à 3 branches avec emblème S6 Plus et un contour de toit ouvrant en Anthrazit.

### Équipement supplémentaire de quattro-GmbH
L'équipement suivant était disponible auprès de quattro-GmbH, moyennant un supplément:
- Volant multifonction chauffant
- Pack d'éclairage étendu
- Garnitures en aluminium
- Intérieur cuir disponible avec d'autres couleurs
- Siège passager électrique et à mémoire
- Toit ouvrant tinté
- Contrôle de la distance de stationnement à l'arrière
- Appareil de navigation Blaupunkt
- Obscurcissement des rétroviseurs extérieurs et intérieurs
- Sièges avec soutien lombaire et appuie-tête électriques
- Pré-chauffage en stationnement avec minuterie et télécommande radio
- Tableau de bord et toutes les autres grandes pièces en plastique peintes en couleur carrosserie
- Les panneaux de porte, la console centrale, le dessous du tableau de bord, les parties inférieures des panneaux des montants et les dossiers des sièges avant sont recouverts de cuir
- Poches en cuir à l'arrière des sièges
- Contour de toit ouvrant en Alcantara
- Moquette et tapis de sol du véhicule couleur carrosserie

## Technologie

### Moteur

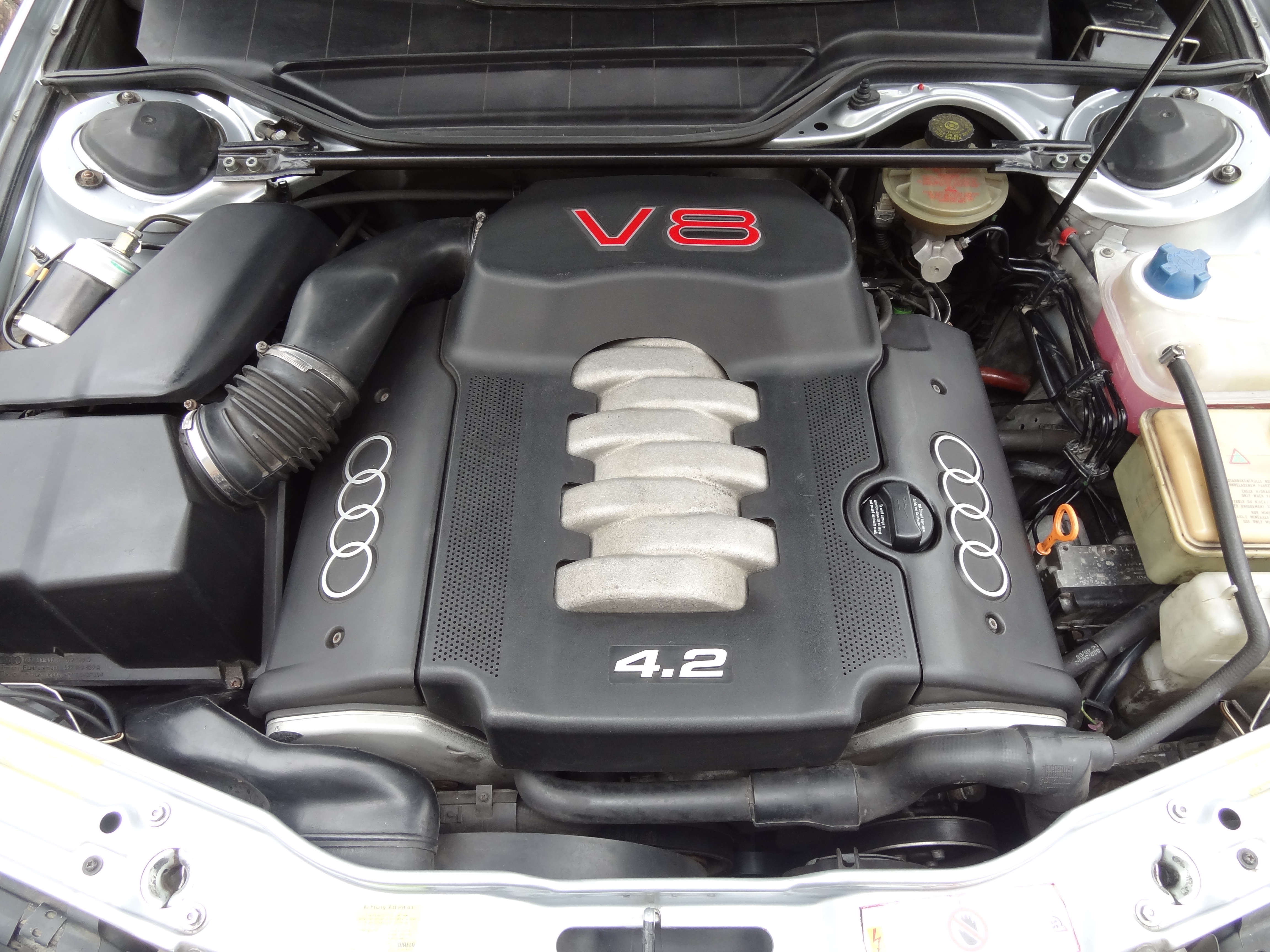
Compartiment moteur de la S6 Plus

La S6 Plus était exclusivement construite avec un moteur V8 de 4,2 litres. Le moteur est basé sur celui de l'Audi S6; le réglage du moteur l'a amené à une puissance de 240 kW (326 ch) et un couple de 400 Newton mètres.
Le taux de compression a été augmenté de 10,6 à 11,6:1. La plus grande levée de soupape pour les soupapes d'admission (11,6 au lieu de 10,1 mm) et le plus grand chevauchement des soupapes a été combiné avec des soupapes plus légères (diamètre de la tige de soupape réduit à six millimètres) et les poussoirs mécaniques sans compensation automatique du jeu des soupapes côté admission, habituels dans les moteurs Audi depuis 1976, pour une stabilité de vitesse plus élevée. Audi n'a conservé que les poussoirs hydrauliques du côté échappement. Il y avait aussi des moments d'ouverture plus stricts (angle de vilebrequin à 220° au lieu de 205°), un collecteur d'admission variable, un nombre de tours plus élevée passant de 6 500 tr/min à 7 250 tr/min et au lieu d'un amortisseur de vibrations en aluminium sur le vilebrequin, il est en fonte. Le nombre de poussoirs hydrauliques ayant été divisé par deux, une pompe à huile plus petite était suffisante par rapport au moteur de 4,2 litres de la S6.
Il y avait aussi un capot moteur différent, un collecteur d'admission variable et un refroidisseur d'huile supplémentaire pour la transmission et le moteur. L'électronique du moteur a été ajustée (régime plus élevé et collecteur d'admission variable). Le moteur à quatre soupapes de la S6 Plus a anticipé de nombreuses innovations du prochain V8 à cinq soupapes. Une indication de ceci sont les nombreuses parties identiques dans la S8 suivante.

### Transmission
L'embrayage est un embrayage monodisque à sec avec un volant moteur monomasse. La boîte de vitesses à commande manuelle à 6 rapports a un rapport de démultiplication inférieur par rapport à l'Audi S6 à partir du troisième rapport. La vitesse de pointe est limitée à 250 km/h. La S6 Plus était exclusivement proposée de série avec la transmission intégrale quattro et avec un différentiel central Torsen autobloquant. Elle dispose également d'un blocage de différentiel électronique de série.

### Châssis
L'essieu avant à rayon de frottement négatif est composé de jambes de force MacPherson à triangles inférieurs, d'une barre antiroulis pour le guidage des roues et d'une direction à pignon et crémaillère avec assistance électrique sans entretien. L'essieu arrière est constitué de liaisons trapézoïdales à quatre barres avec des jambes de force à ressort, des triangles et un stabilisateur. Le système de freinage est un système à double circuit diagonal avec ABS/EBV et freins à disque ventilés à l'avant et à l'arrière.